# Sam Arday
Sam Arday, właśc. Samuel Hemans Arday (ur. 2 listopada 1945, zm. 12 lutego 2017) – ghański trener piłkarski. W swojej karierze dwukrotnie był selekcjonerem reprezentacji Ghany.

## Kariera trenerska
W 1991 roku Arday prowadził reprezentację Ghany U-20, która zajęła 3. miejsce na Mistrzostwach Afryki 1991. W 1992 roku doprowadził kadrę olimpijską do zdobycia brązowego medalu na Igrzyskach Olimpijskich w Barcelonie. Z kolei w 1995 roku wywalczył mistrzostwo świata U-17 na mistrzostwach w Ekwadorze. W latach 1996–1997 prowadził dorosłą reprezentację, a także kadrę olimpijską na Igrzyskach Olimpijskich w Atlancie. W 2004 roku ponownie był selekcjonerem kadry narodowej. W latach 2004–2005 był trenerem Ashanti Gold SC.